# Wan Zhengwen
Wan Zhengwen (* 4. Dezember 1970) ist ein chinesischer Badmintonspieler. 

## Karriere
Wan Zhengwen nahm 1991 und 1993 im Herreneinzel an den Badminton-Weltmeisterschaften teil. Bei beiden Teilnahmen wurde er 17., wobei er jeweils gegen den späteren Vizeweltmeister unterlag. 1992 siegte er bei den French Open im Herreneinzel.

## Sportliche Erfolge
| Saison | Veranstaltung     | Disziplin    | Platz | Name         |
| ------ | ----------------- | ------------ | ----- | ------------ |
| 1991   | Weltmeisterschaft | Herreneinzel | 17    | Wan Zhengwen |
| 1992   | French Open       | Herreneinzel | 1     | Wan Zhengwen |
| 1993   | Weltmeisterschaft | Herreneinzel | 17    | Wan Zhengwen |